# Pavonia arachnoidea
Pavonia arachnoidea är en malvaväxtart som beskrevs av Presl. Pavonia arachnoidea ingår i släktet påfågelsmalvor, och familjen malvaväxter. Inga underarter finns listade i Catalogue of Life.